# Sociolinguïstiek
Sociolinguïstiek bestudeert het verband tussen de taal en een sociale groep. Taalgebruikers behoren tot verschillende groepen die in te delen zijn volgens klasse, netwerk, subcultuur, leeftijd en geslacht. Dit zijn de voornaamste onderzoeksvariabelen. Verder bestudeert de sociolinguïstiek stilistische variatie en de taal van één spreker in verschillende situaties. Het doel is uiteindelijk inzicht in taalkundige en sociale factoren die de taalvariaties en -veranderingen tot stand brengen.

## Ontstaan van de sociolinguïstiek
De grondlegger van de sociolinguïstiek is de Amerikaanse linguïst William Labov. In het begin van de jaren zestig van vorige eeuw heeft hij als eerste de sociale differentiatie van taal systematisch onderzocht. Eerst deed hij dat op Martha’s Vineyard, een eilandje voor de oostkust van Amerika. Het onderwerp van zijn onderzoek was de uitspraak van de tweeklanken. Labov had gemerkt dat een deel van de bewoners een bijzondere uitspraak had omdat ze bepaalde tweeklanken ‘centraliseerden’. Het begin van de tweeklank werd vanuit het midden van de mond uitgesproken. Labov concludeerde dat de taalvariatie op het eiland werd uitgelokt door rijke zomertoeristen die het eiland bezochten. De lokale bevolking wilde zijn identiteit beschermen tegen het alsmaar toenemende toerisme. Hoe positiever de bewoners stonden tegenover hun eiland, hoe meer ze centraliseerden. In 1966 publiceerde Labov zijn proefschrift ‘The social stratification of English in New York City’, een mijlpaal voor de sociolinguïstiek. Het meest bekende onderdeel van deze studie is ongetwijfeld het warenhuizenonderzoek. Labov vroeg aan een aantal personeelsleden van drie verschillende warenhuizen waar een bepaald artikel zich bevond. Het antwoord op die vraag was steeds ‘the fourth floor’. Met deze test werd de uitspraak van de (r) nagegaan. Labov koos drie winkels uit, waar de klanten uit drie verschillende lagen van de bevolking komen. Labov concludeerde bij dit onderzoek dat het gebruik van de (r) gecorreleerd is met de sociale klasse: hoe hoger de klasse, hoe meer (r).

## Taal in bestuur en politiek
Standaardtalen worden gebruikt voor de uniformering van de communicatie op bestuurlijk niveau en dan met name in het onderwijs en de rechtspraak. Dat noodzaakt tot de vermindering van taalvariatie. De basis van de standaard is een dialectvariatie met een hoog sociaal prestige. Sociaal lager gewaardeerde dialecten worden dan, zeker in het schriftelijk taalgebruik, tegengewerkt. Een taalpolitiek geeft daar vorm aan. In langer ontwikkelde naties was dit een historisch proces dat vroeger al zijn afronding vond. In nieuwe naties gaat het met spanningen gepaard omdat het bevoordeling dan wel discriminatie van de sprekers van de verschillend gewaardeerde varianten met zich meebrengt. 

## Sociale en taalkundige variabelen
De sociolinguïstiek onderzoekt het verband tussen een sociale groep en taalkundige variabelen. De sociale variabele heeft te maken met de sociale groepen, bijvoorbeeld een groep leeftijdsgenoten of een groep afkomstig uit dezelfde klasse. De taalkundige variabele is de uitspraak van een klank of de voorkeur voor bepaalde woorden of zinsconstructies.

### Geslacht
Het duurde tot 1963 voor er gedegen onderzoek kwam naar sekseverschillen in de taal. Sinds dan zijn er veel onderzoeken gevoerd, waar onder andere uit blijkt dat mannen vaker voor streekgebonden taal kiezen en vrouwen taalvarianten van de hoge sociale klasse verkiezen. Wat vrouwentaal nu juist is, werd onderzocht door Robin Lakoff. Ze kwam tot de conclusie dat vrouwen andere woordkeuzes maken. Typisch vrouwelijk is onzeker en gedragsondersteunend taalgedrag. Om dit aan te tonen geeft Lakoff het volgende voorbeeld. (a) zou vooral door vrouwen kunnen gebruikt worden, (b) door mannen.
Wanneer is het eten klaar?
- (a) Oh…. Rond 6 uur…?
- (b) Om 6 uur.

### Leeftijd
De leeftijd van de spreker kan het taalgebruik beïnvloeden. Ouderen kunnen vaker ouderwetse woorden gebruiken ten opzichte van jongeren (bijv. 'Het woei gisteren hard' en 'het waaide gisteren hard'). 

#### Adolescenten
Adolescenten worden het sterkst beïnvloed door de leeftijdsgenoten. Daarnaast spelen adolescenten een rol bij taalverandering. Die worden vaak uitgelokt of beïnvloed door jongeren uit de middenklasse. Deze groep doet vaak aan hypercorrect taalgedrag. Dit is het nabootsen van het taalgedrag van de hoge sociale klasse, maar met meer prestigevarianten dan de jongeren uit de hoge sociale klasse zelf. Zo ontstaan nieuwe uitspraakvarianten en kan een taalverandering plaatsvinden. De jongeren uit de lage sociale klasse doen niet aan hypercorrectie. Zij zorgen voor taalvariatie, bijvoorbeeld door het spreken van een straattaal.

#### Volwassenen
Volwassenen passen hun taalgebruik het vaakst aan, aan de normen en waarden die op dat moment heersen. Ze gebruiken vaker dan jongeren en ouderen taaluitingen die typisch zijn voor de hoge klasse. Taalaccommodatie is het aanpassen van het taalgebruik onder invloed van de gesprekspartner. Er zijn twee vormen: convergentie en divergentie. Convergeren is het naar elkaar toegroeien van het taalgebruik van de communicatiepartners. Divergentie is het tegenovergestelde, de taalverschillen worden vergroot.

#### Ouderen
Wie de pensioenleeftijd bereikt, gaat in tegenstelling tot volwassenen vaker dialecten gebruiken omdat, na de werkcarrière, de druk om het taalgebruik aan een norm aan te passen, wegvalt.

### Sociale klasse
Een bekend onderzoek naar taal en sociale klasse is het onderzoek van Jack Chambers en Peter Trudgill in het Britse stadje Norwich. Ze onderzochten bij zestig sprekers de uitspraak van woorden die eindigen op –ing, zoals walking. De conclusie is dat de lage sociale klasse een andere uitspraakvariant heeft dan de hoge sociale klasse.
U en non-U taalgebruik
De Britse linguïst Alan Ross gaf een naam aan het taalgebruik van de hoge en lage sociale klassen. U (of upper class) staat voor het taalgebruik van de hoge sociale klasse, non-U voor de midden- en lage klasse. In het Engels is have a bath U en take a bath non-U. Een ander voorbeeld is vegetables (U) en greens (non-U).
Diglossie
In bepaalde taalgebieden zijn er twee talen aanwezig, elk met een eigen afgebakende sociale functie. Er is altijd een hoge variëteit en lage variëteit. Dit fenomeen heet diglossie. Het Duits gesproken in Zwitserland bijvoorbeeld, kent diglossie. In geschriften en in de media wordt Hoogduits gebruikt. Deze vorm wordt aangeleerd op school. In het dagelijkse leven wordt bijna uitsluitend het dialectische Zwitserduits gebruikt.
Restricted en elaborated code
Basil Bernstein, een Britse socioloog, introduceerde de termen restriced en elaborated code. De lage sociale klasse beschikt meestal enkel over de restricted code. Deze groep gebruikt impliciet taalgebruik dat vaak enkel door de leden van de groep wordt begrepen. De hoge sociale klasse is meer gericht op het individu en het wij-gevoel heerst minder. Deze groep gebruikt een universelere taal, de standaardtaal. De hoge sociale klasse beschikt over de elaborated code waarin alles expliciet wordt gezegd en dat daardoor ook door mensen van buiten de groep is te begrijpen.

## Sociale netwerken, subculturen en etnische groepen
Sociale netwerken, subculturen en etnische groepen beïnvloeden taalvariatie. Leden van een groep passen hun taalgedrag, al dan niet bewust, aan. De kernleden doen dat het meest. Dit fenomeen kreeg de naam norm enforcement mechanism. In netwerken van tieners en adolescenten (bijvoorbeeld schoolvrienden) is dit mechanisme sterk aanwezig.
Straattaal is een voorbeeld van een taalvariant gebonden aan een sociaal netwerk. Jongeren gebruiken straattaal om zichzelf als lid van de groep te bestempelen en om negatieve attitudes of competitie uit te drukken naar die individuen of groepen die niet tot die groep behoren.
Een voorbeeld van taal gebonden aan een subcultuur is het Afro-American Vernacular. Dat is een variant van het Amerikaanse Engels die voornamelijk Afro-Amerikanen in de VS spreken. Het onderscheidt zich van het Standaardengels door een afwijkende grammatica en woordenschat. Het werkwoord ‘be’ wordt vaak weggelaten. In het Dark English zou she is nice dus she nice worden. Een ander kenmerk is de dubbele negatie, zoals in “It ain’t no cat can’t get in no coop” (Er is geen enkele kat die in enig duivenhok kan komen). In het Standaardengels komt dubbele negatie enkel voor als de ontkenning wordt benadrukt.
Hoe meer de etnische groepen zich integreren in de Amerikaanse maatschappij, zoals bij de emigranten uit onder andere Mexico, Cuba en Italië, hoe minder taalvariatie en hoe minder ze eigen taalkenmerken behouden.

### Stilistische variatie
Bij studies over stilistische variatie wordt de taal van eenzelfde spreker in diverse situaties onderzocht. Personen zijn in staat om voor verschillende gelegenheden andere stijlen en taalvarianten te gebruiken en te herkennen bij anderen. Dit heet communicatieve competentie, een begrip dat geïntroduceerd werd door Dell Hymes. Het geheel aan stijlen waaruit men kan kiezen, is het verbaal repertoire. Nederlandstaligen kunnen onder andere kiezen uit de volgende repertoires: informele taal of formele taal, Belgisch Nederlands of Nederlands Nederlands en een dialect en/of groepstaal.
Codewisselen en codemixen
Sprekers zijn in staat om tijdens gesprekken verschillende linguïstische repertoires toe te passen. Dit heet codewisselen. Wanneer er sprake is van codewisseling binnen een taal, kunnen we twee soorten onderscheiden: stijl en register. Stijl is het algemene begrip voor situationeel taalgebruik. Zo zijn formele en informele taal stijlen. Register is het taalgebruik dat specifiek is voor een groep. In plaats van register wordt de term ‘jargon’ gebruikt. Het betreft vooral een onderscheid op lexicaal niveau. Zo hebben bepaalde beroepen hun eigen register. Sprekers kunnen van repertoire veranderen binnen eenzelfde uitdrukking. Dit is bij sociolinguïsten bekend als codemixing. Vaak gaat het om een combinatie van twee talen. Een voorbeeld van codemixing is het Tex-Mex, een combinatie van Spaans en Engels dat onder andere gebruikt wordt door tweetaligen in Californië. Code mixing heeft vaak een negatieve weerklank en wordt geassocieerd met de lage sociale klasse.
Observer paradox
De stilistische variatie speelt ten slotte een rol bij het opstellen van een onderzoeksmethode bij taalonderzoek. De aandacht die een spreker aan zijn taalgebruik besteedt, bepaalt de stijl waarin hij spreekt. In een situatie waarin er vragen over het taalgebruik worden gesteld, zal de proefpersoon extra op zijn taal letten. Een spreker kiest tijdens zo’n onderzoek dus vaak voor formeel taalgebruik. Afhankelijk van de onderzoeksvraag, kan het echter nodig zijn dat de proefpersoon informele taal gebruikt. Dat kan bereikt worden door de proefpersoon af te leiden van zijn taalgebruik. Dit fenomeen is bij onderzoekers bekend als observer paradox.